# Carrozzeria Fontana, Pietroboni & C.
Carrozzeria Fontana, Pietroboni & C., kurz Carrozzeria Fontana e Pietroboni oder nur Fontana e Pietroboni, ist ein ehemaliges italienisches Karosseriebauunternehmen aus Bassano del Grappa in der Provinz Vicenza in der Region Venetien. Bekannt ist es vor allem durch seine hochwertigen Karosserien auf Oberklasse-Chassis aus den frühen 1930er-Jahren.

## Unternehmensgeschichte
Das Unternehmen entstand 1929 aus der Fusion der angesehenen Carrozzeria Baldassarre Fontana mit der Carrozzeria Pietroboni: Die drei Söhne des 1908 verstorbenen Baldassarre Fontana, Giovanni Battista, Melchiorre und Domenico, hatten neue, größere Betriebsräume errichtet, die durch den Zusammenschluss mit dem Unternehmen von Pietro Pietroboni stärker ausgelastet werden sollten. Gemeinschaftlich nutzten sie den Markennamen Fontana e Pietroboni.
Der Zusammenschluss führte zu raschen Ergebnissen: Auf dem Automobilsalon von Mailand war Fontana e Pietroboni mit einem Spider auf Basis eines Fiat 525 vertreten sowie mit je einer Limousine und einem Faux Cabriolet auf Basis eines Alfa Romeo 6C 1750. Sie sorgten für eine neuerliche Blüte, die angesichts der ungünstigen allgemeinen Wirtschaftsentwicklung jedoch nicht lange anhielt. Weitere bedeutsame Aufbauten basierten auf dem Bianchi S5, dem Lancia Artena sowie preiswerteren Modellen wie dem Fiat 508 Balilla. Die Fahrzeuge waren weiterhin hochwertig konstruiert und der Markenruf gut, aber trotz günstigerer Preise ließen sich die Stückzahlen während der Weltwirtschaftskrise nicht steigern; in der zweiten Hälfte der 1930er-Jahre fielen sie weiter.
Nach rund zehn Jahren der Zusammenarbeit entschieden sich die Mitglieder der Familie Fontana, sich vollständig aus dem Unternehmen zurückzuziehen, je nach Quelle 1938 oder 1939; Pietro Pietrobona setzte die Arbeit nach der Aufspaltung alleine fort. Nach dem Zweiten Weltkrieg konzentrierte er sich bis in die 1950er-Jahre auf Omnibus-Aufbauten, ehe auch er den Betrieb um 1960 einstellte.

## Details zu einzelnen Fahrzeugen
Einige von der Fontana e Pietroboni eingekleidete Kraftfahrzeuge, primär Personenwagen, sind durch Fotografien näher dokumentiert.
- 1930 entstand ein Alfa Romeo 6C 1750 Faux Cabriolet mit einem eleganten viertürigen Aufbau nach dem patentierten Weymann-Prinzip.[1][4] Auch ein zweitüriger Aufbau war erhältlich.[4][2]

- Ebenfalls 1930 entstand ein Itala 65 mit einem repräsentativen Coupé-Royal-Aufbau, eine viertürige Cabriolimousine mit herrschaftlichem Erscheinungsbild.[1][5]